# (16,6,2)-Blockplan
Der (16,6,2)-Blockplan ist ein spezieller symmetrischer Blockplan. Um ihn konstruieren zu können, musste dieses kombinatorische Problem gelöst werden: eine leere 16 × 16 - Matrix wurde so mit Einsen gefüllt, dass jede Zeile der Matrix genau 6 Einsen enthält und je zwei beliebige Zeilen genau 2 Einsen in der gleichen Spalte besitzen (nicht mehr und nicht weniger). Das klingt relativ einfach, ist aber nicht trivial zu lösen. Es gibt nur gewisse Kombinationen von Parametern (wie hier v = 16, k = 6, λ = 2), für die eine solche Konstruktion überhaupt machbar ist. In dieser Übersicht sind die kleinsten solcher (v,k,λ) aufgeführt.

## Bezeichnung
Dieser symmetrische 2-(16,6,2)-Blockplan wird Biplane der Ordnung 4 genannt.

## Eigenschaften
Dieser symmetrische Blockplan hat die Parameter v = 16, k = 6, λ = 2 und damit folgende Eigenschaften:
- Er besteht aus 16 Blöcken und 16 Punkten.
- Jeder Block enthält genau 6 Punkte.
- Je 2 Blöcke schneiden sich in genau 2 Punkten.
- Jeder Punkt liegt auf genau 6 Blöcken.
- Je 2 Punkte sind durch genau 2 Blöcke verbunden.

## Existenz und Charakterisierung
Es existieren genau drei nichtisomorphe 2-(16,6,2) - Blockpläne. Diese Lösungen sind:
- Lösung 1 (selbstdual) mit der Signatur 16·20 und den λ-chains 320·3. Sie enthält 60 Ovale der Ordnung 4.
- Lösung 2 (selbstdual) mit der Signatur 16·12 und den λ-chains 192·3, 64·6. Sie enthält 28 Ovale der Ordnung 4.
- Lösung 3 (selbstdual) mit der Signatur 16·8 und den λ-chains 128·3, 96·6. Sie enthält 12 Ovale der Ordnung 4.

## Liste der Blöcke
Hier sind alle Blöcke dieses Blockplans aufgelistet; zum Verständnis dieser Liste siehe diese Veranschaulichung
- Lösung 1

```
  1   2   3   6   9  15
  2   3   4   7  10  16
  3   4   5   8   9  11
  1   4   5   6  10  12
  2   5   6   7  11  13
  3   6   7   8  12  14
  1   4   7   8  13  15
  1   2   5   8  14  16
  1   7   9  10  11  14
  2   8  10  11  12  15
  1   3  11  12  13  16
  2   4   9  12  13  14
  3   5  10  13  14  15
  4   6  11  14  15  16
  5   7   9  12  15  16
  6   8   9  10  13  16
```

- Lösung 2

```
  1   2   3   5  10  15
  2   3   4   6  11  16
  3   4   5   7   9  12
  4   5   6   8  10  13
  1   5   6   7  11  14
  2   6   7   8  12  15
  1   3   7   8  13  16
  1   2   4   8   9  14
  2   7   9  10  11  13
  3   8  10  11  12  14
  1   4  11  12  13  15
  2   5  12  13  14  16
  3   6   9  13  14  15
  4   7  10  14  15  16
  5   8   9  11  15  16
  1   6   9  10  12  16
```

- Lösung 3

```
  1   2   3   5   9  13
  2   3   4   6  10  14
  1   3   4   7  11  15
  1   2   4   8  12  16
  1   5   6   7  12  14
  2   6   7   8   9  15
  3   5   7   8  10  16
  4   5   6   8  11  13
  1   6   9  10  11  16
  2   7  10  11  12  13
  3   8   9  11  12  14
  4   5   9  10  12  15
  1   8  10  13  14  15
  2   5  11  14  15  16
  3   6  12  13  15  16
  4   7   9  13  14  16
```

## Inzidenzmatrix
Dies ist eine Darstellung der Inzidenzmatrix dieses Blockplans; zum Verständnis dieser Matrix siehe diese Veranschaulichung
- Lösung 1

```
O O O . . O . . O . . . . . O .
. O O O . . O . . O . . . . . O
. . O O O . . O O . O . . . . .
O . . O O O . . . O . O . . . .
. O . . O O O . . . O . O . . .
. . O . . O O O . . . O . O . .
O . . O . . O O . . . . O . O .
O O . . O . . O . . . . . O . O
O . . . . . O . O O O . . O . .
. O . . . . . O . O O O . . O .
O . O . . . . . . . O O O . . O
. O . O . . . . O . . O O O . .
. . O . O . . . . O . . O O O .
. . . O . O . . . . O . . O O O
. . . . O . O . O . . O . . O O
. . . . . O . O O O . . O . . O
```

- Lösung 2

```
O O O . O . . . . O . . . . O .
. O O O . O . . . . O . . . . O
. . O O O . O . O . . O . . . .
. . . O O O . O . O . . O . . .
O . . . O O O . . . O . . O . .
. O . . . O O O . . . O . . O .
O . O . . . O O . . . . O . . O
O O . O . . . O O . . . . O . .
. O . . . . O . O O O . O . . .
. . O . . . . O . O O O . O . .
O . . O . . . . . . O O O . O .
. O . . O . . . . . . O O O . O
. . O . . O . . O . . . O O O .
. . . O . . O . . O . . . O O O
. . . . O . . O O . O . . . O O
O . . . . O . . O O . O . . . O
```

- Lösung 3

```
O O O . O . . . O . . . O . . .
. O O O . O . . . O . . . O . .
O . O O . . O . . . O . . . O .
O O . O . . . O . . . O . . . O
O . . . O O O . . . . O . O . .
. O . . . O O O O . . . . . O .
. . O . O . O O . O . . . . . O
. . . O O O . O . . O . O . . .
O . . . . O . . O O O . . . . O
. O . . . . O . . O O O O . . .
. . O . . . . O O . O O . O . .
. . . O O . . . O O . O . . O .
O . . . . . . O . O . . O O O .
. O . . O . . . . . O . . O O O
. . O . . O . . . . . O O . O O
. . . O . . O . O . . . O O . O
```

## Oval
Ein Oval des Blockplans ist eine Menge seiner Punkte, von welcher keine drei auf einem Block liegen. Hier sind Beispiele von Ovalen maximaler Ordnung dieses Blockplans (in jeder Zeile ist ein Oval durch die Menge seiner Punkte dargestellt):
- Lösung 1

```
  1   2   4  11
```

- Lösung 2

```
  1   2   6  13
```

- Lösung 3 (sämtliche Ovale)

```
  1   3   6   8
  1   3  10  12
  1   3  14  16
  2   4   5   7
  2   4   9  11
  2   4  13  15
  5   7   9  11
  5   7  13  15
  6   8  10  12
  6   8  14  16
  9  11  13  15
 10  12  14  16
```